# Bert & Bertie

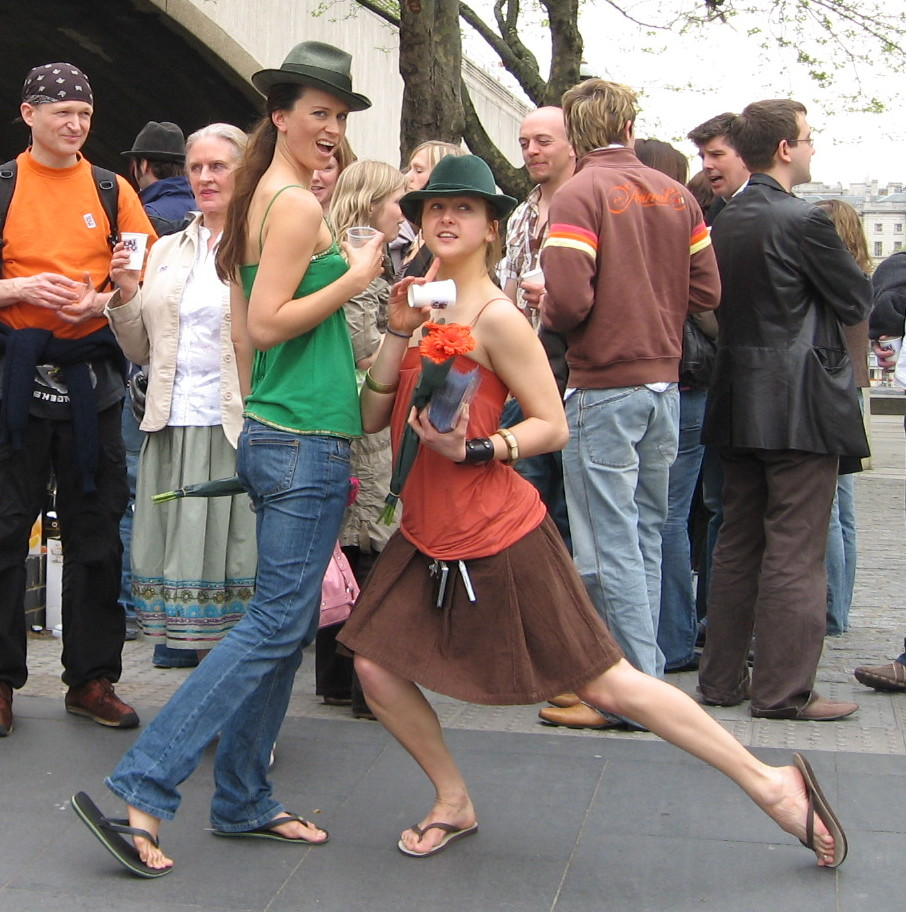
Bert & Bertie (2006)

Amber Templemore-Finlayson und Katie Ellwood, zusammen als Bert & Bertie bekannt, sind britische Film- und Fernsehregisseurinnen, Drehbuchautorinnen und Filmproduzentinnen. Sie treten unter diesem Pseudonym international als Regie- und Drehbuchautorenduo von Filmen auf, arbeiten jedoch auch allein.
Beide lernten sich 2005 kennen. Templemore-Finlayson gewann ein Jahr später für die Produktion des Kurzfilms Antonio’s Breakfast 2006 einen British Academy Film Award.

## Filmografie (Auswahl)
- 2005: Antonio’s Breakfast (Kurzfilm, nur Bert)
- 2006: Phobias (Kurzfilm)
- 2009: The Taxidermist (Kurzfilm)
- 2012: Worm (Kurzfilm)
- 2016: Dance Camp
- 2019: Troop Zero
- 2020: Kidding (Fernsehserie, 2 Episoden)
- 2020: The Great (Fernsehserie, 2 Episoden)
- 2021: Hawkeye (Fernsehserie, 2 Episoden)
- 2022: Our Flag Means Death (Fernsehserie, 2 Episoden)
- 2023: Silo (Fernsehserie, 2 Episoden)
- 2023: Eine Frage der Chemie (Lessons in Chemistry, Fernsehserie, 2 Episoden)